# مجموعه بازی های مرد عنکبوتی
مرد عنکبوتی (به انگلیسی: Spider-Man) یک بازی ویدئویی اکشن-ماجرایی است که توسط شرکت نورسافت تولید و به وسیله اکتیویژن منتشر شده است.

## بازی های مرد عنکبوتی
- مرد عنکبوتی (بازی ویدئویی ۲۰۰۰)
- مرد عنکبوتی ۲: ورود الکترو
- مرد عنکبوتی (بازی ویدئویی ۲۰۰۲)
- مرد عنکبوتی ۲ (بازی ویدیوئی ۲۰۰۴)
- مرد عنکبوتی ۳ (بازی ویدئویی)
- مرد عنکبوتی: دوست یا دشمن
- مرد عنکبوتی: سایه‌های تار
- مرد عنکبوتی: ابعاد شکسته
- مرد عنکبوتی: لبه زمان
- مرد-عنکبوتی شگفت‌انگیز (بازی ویدئویی ۲۰۱۲)
- مرد عنکبوتی شگفت‌انگیز ۲ (بازی ویدئویی ۲۰۱۴)